# مزرعه کریم جرجانی
مزرعه کریم جرجانی روستایی در دهستان مزرعه جنوبی بخش وشمگیر شهرستان آق‌قلا استان گلستان ایران است.

## جمعیت
بر پایه سرشماری عمومی نفوس و مسکن در سال ۱۳۹۵ جمعیت این مکان ۱۶۹ نفر (۴۷خانوار) بوده‌است.